# Paweł Buśkiewicz
Paweł Buśkiewicz (ur. 18 marca 1983 w Rykach) – polski piłkarz występujący na pozycji napastnika w klubach polskich i europejskich.

## Kariera
Buśkiewicz rozpoczynał piłkarską karierę w rodzinnych Rykach, w klubie Ruch. W 2002 roku został kupiony przez pierwszoligową Polonię Warszawa. W stołecznym klubie, a zarazem polskiej Ekstraklasie zadebiutował 16 listopada, kiedy to wystąpił w zremisowanym 2:2 meczu z Odrą Wodzisław Śląski. Po zakończeniu sezonu 2002/2003 przeniósł się do Górnika Zabrze, w którego barwach przez półtora roku wystąpił w 20 ligowych spotkaniach.
Na początku 2005 roku Buśkiewicz został sprzedany do Olympiakosu Volos. W greckiej drużynie nie potrafił  znaleźć sobie miejsca w podstawowym składzie (zagrał jedynie w dwóch ligowych meczach), przez co kilka miesięcy później odszedł do LASK Linz. Zimą 2006 roku przebywał na tygodniowych testach w Kilmarnock, jednak ostatecznie powrócił do Polski, aby reprezentować Świt Nowy Dwór Mazowiecki. Pół roku później wyjechał na testy do KSK Beveren z którym 8 lipca podpisał dwuletni kontrakt. W belgijskim zespole występował przez rok, po czym przeszedł do Górnika Łęczna (testowany był również przez Jagiellonię Białystok). W lutym 2009 roku przeniósł się do Floty Świnoujście, gdzie w 14 ligowych meczach zdobył siedem goli.
1 lipca 2009 roku Buśkiewicz związał się trzyletnim kontraktem z Koroną Kielce. Zadebiutował w niej 2 sierpnia w wygranym 4:0 spotkaniu z Polonią Warszawa. Początkowo miał miejsce w podstawowym składzie, jednak brak skuteczności spowodował, że utracił je na rzecz Ernesta Konona. Pod koniec października strzelił gola w spotkaniu pucharu Polski z Dolcanem Ząbki, czym przyczynił się do awansu kieleckiej drużyny do 1/4 finału. W grudniu, w ostatnie kolejce ligowej rozegranej w 2009 roku, dostał szansę zaprezentowania swoich umiejętności od nowego trenera Korony, Marcina Sasala, w spotkaniu z Lechem Poznań. Nie wykorzystał jej jednak i został wystawiony przez zarząd klubu na listę transferową. W styczniu 2010 roku zagrał jeszcze w sparingu z Niecieczą, jednak nie został włączony do kadry kieleckiej drużyny na rundę wiosenną.
22 lutego wyjechał na testy do GKS-u Katowice i sześć dni później został wypożyczony do tego klubu. Był podstawowym zawodnikiem zespołu, ale w meczu z Wisłą Płock doznał kontuzji, która wykluczyła go z gry w sześciu ostatnich spotkaniach. Latem 2010 powrócił do Korony i ponownie został wystawiony na listę transferową. W rundzie jesiennej sezonu 2010/2011 leczył kontuzję. Na początku lutego 2011 roku rozwiązał za porozumieniem stron kontrakt z Koroną. Następnie przeszedł do pierwszoligowego Dolcanu Ząbki. Podczas wiosennej rundy rozgrywek ligowych był ważnym zawodnikiem w kadrze podwarszawskiej drużyny. Na murawie pojawił się 15-krotnie i zdobył dwa gole. Latem 2011 roku Dolcan Ząbki nie przedłużył umowy z zawodnikiem i ten, na zasadzie wolnego transferu dołączył do Olimpii Elbląg. W barwach nowego zespołu zadebiutował 23 lipca 2011 roku w przegranym meczu z Górnikiem Łęczna. 8 września 2011 roku wraz z Michałem Pietroniem i Robertem Sierantem, z powodu słabej dyspozycji został tymczasowo przesunięty do drużyny rezerw. Do składu powrócił 1 października, na mecz przeciwko KS Polkowice i rozegrał pełne 90 minut. Umowa Buśkiewicza z Olimpią miała obowiązywać przez rok, jednak wraz z zakończeniem rundy jesiennej, zawodnik, za porozumieniem stron rozwiązał kontrakt z drużyną z Elbląga. W zespole z Warmii i Mazur rozegrał dziewięć spotkań ligowych i jedno pucharowe, nie zdobywając przy tym żadnej bramki. Olimpia była jego ostatnim przystankiem w profesjonalnej karierze piłkarskiej.

## Statystyki
(stan na koniec sezonu 2010/2011)
| Sezon         | Klub              | Liga          | Liczba meczów | Liczba bramek |
| ------------- | ----------------- | ------------- | ------------- | ------------- |
| 2002/2003     | Polonia Warszawa  | Ekstraklasa   | 12            | 0             |
| 2003/2004     | Górnik Zabrze     | Ekstraklasa   | 15            | 2             |
| 2004/2005 (j) | Górnik Zabrze     | Ekstraklasa   | 5             | 1             |
| 2004/2005 (w) | Olympiakos Wolos  | Beta Ethniki  | 2             | 0             |
| 2005/2006 (j) | LASK Linz         | Erste Liga    | 12            | 1             |
| 2005/2006 (w) | Świt Nowy Dwór    | II liga       | 15            | 4             |
| 2006/2007     | KSK Beveren       | Eerste klasse | 13            | 0             |
| 2007/2008     | Górnik Łęczna     | II liga       | 17            | 5             |
| 2008/2009 (j) | Górnik Łęczna     | I liga        | 0             | 0             |
| 2008/2009 (w) | Flota Świnoujście | I liga        | 14            | 7             |
| 2009/2010 (j) | Korona Kielce     | Ekstraklasa   | 10            | 0             |
| 2009/2010 (w) | GKS Katowice      | I liga        | 8             | 2             |
| 2010/2011 (w) | Dolcan Ząbki      | I liga        | 15            | 2             |
| 2011/2012 (j) | Olimpia Elbląg    | I liga        | 9             | 0             |